# ليام هيوز (لاعب كرة قدم)
ليام هيوز (بالإنجليزية: Liam Hughes)‏ (11 سبتمبر 1988 في المملكة المتحدة - ) هو لاعب كرة قدم بريطاني في مركز الهجوم. لعب مع نادي بوري ووولفرهامبتون واندررز وستافورد رينجرز.

## وصلات خارجية
- ليام هيوز على موقع قاعدة بيانات كرة القدم.إي يو (الإنجليزية)
- ليام هيوز على موقع Soccerbase.com (لاعب) (الإنجليزية)